# Trigonoderopsis petiolata
Trigonoderopsis petiolata är en stekelart som beskrevs av Boucek 1988. Trigonoderopsis petiolata ingår i släktet Trigonoderopsis och familjen puppglanssteklar. Inga underarter finns listade i Catalogue of Life.